# Maine de Biran
Pour les articles homonymes, voir Biran.
Pierre Maine de Biran, de son nom complet Marie François Pierre Gontier de Biran (29 novembre 1766 à Bergerac – 20 juillet 1824 à Paris), est un philosophe, précurseur de la psychologie qui appartient au courant du spiritualisme français, après avoir rompu avec la philosophie de la société des idéologues.

## Biographie

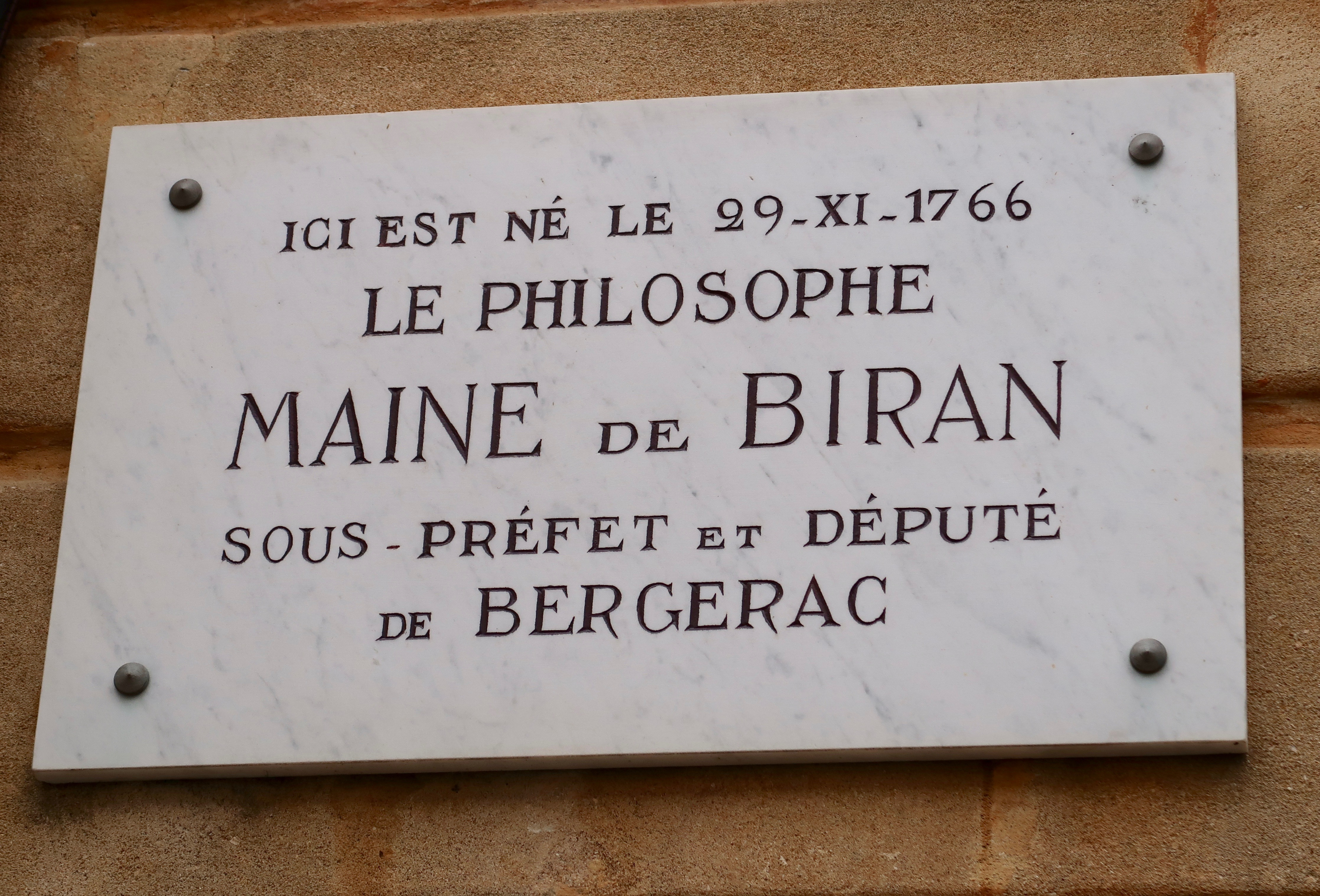
Plaque 39 rue Sainte-Catherine (Bergerac), où il est né.

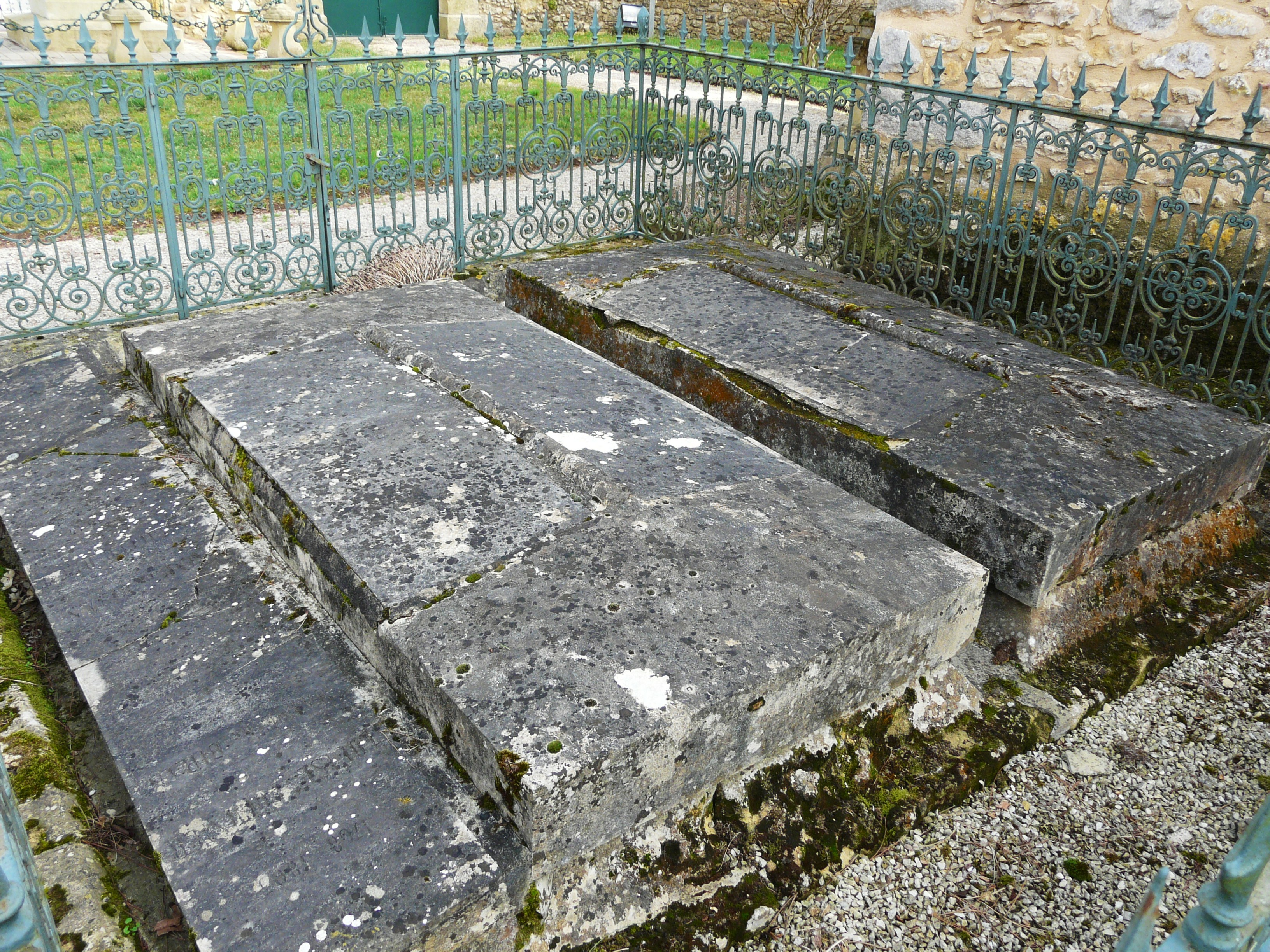
Tombes de la famille Maine de Biran à Saint-Sauveur (Dordogne), où il est inhumé.

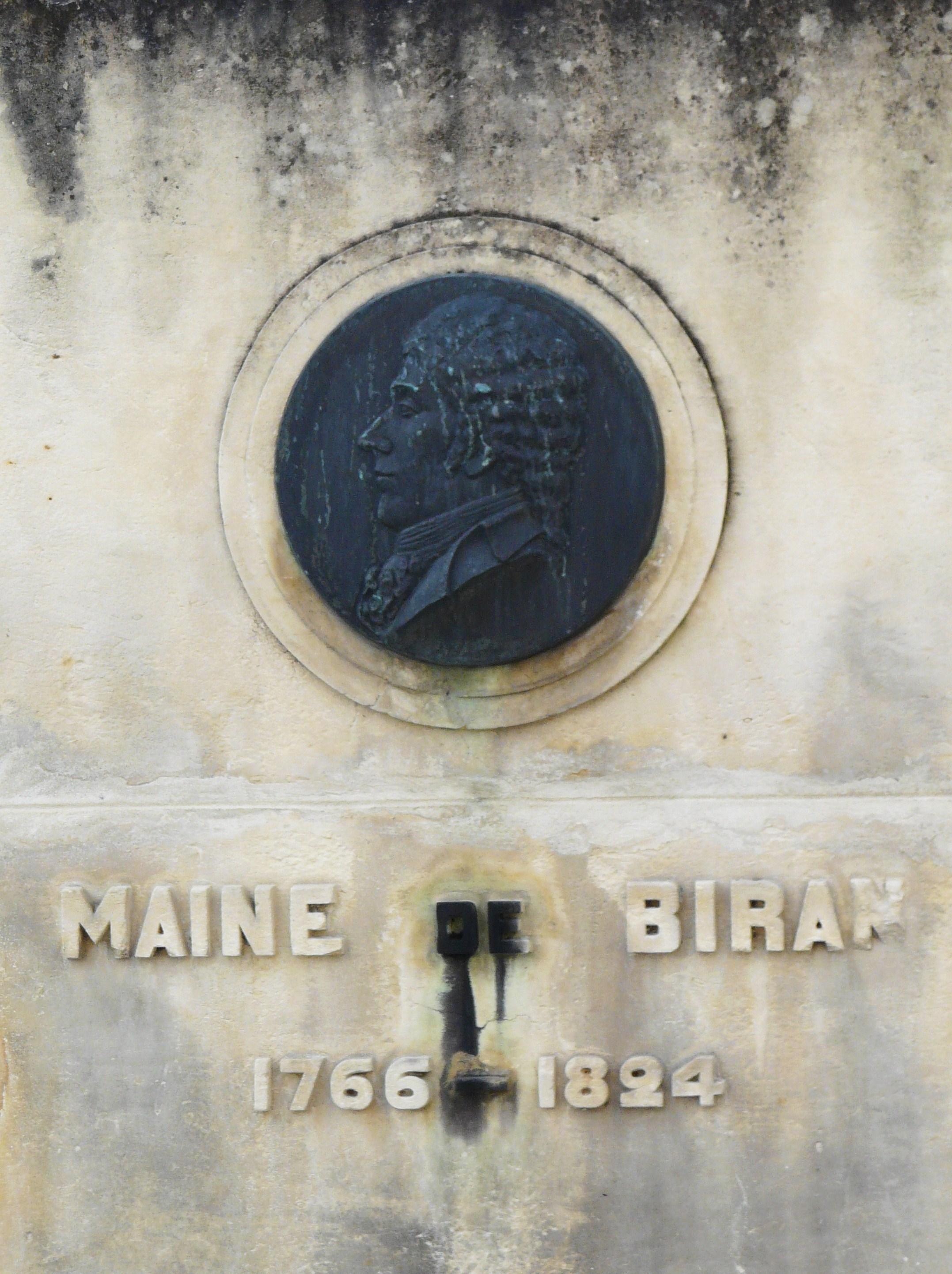
Plaque face à l'église de Saint-Sauveur (Dordogne).

Fils de médecin, Maine de Biran est né dans une famille de notables. Son père est médecin, son grand-père et son arrière-grand-père ont été maires de sa ville natale, et, à partir de 1787, il signe « Maine de Biran », du nom d'une terre de son père, près de Mouleydier. 
Après ses études secondaires au collège de Bergerac, d'où il sort bachelier, il s'inscrit à l’université de Poitiers. Il y obtient sa licence en droit civil et canon. À dix-huit ans, il est admis dans les gardes du corps et, en octobre 1789, participe à la défense du château de Versailles ; à la fin de 1792, il juge prudent de se retirer dans ses terres du château de Grateloup, près de Bergerac. Suivent le départ pour la Hollande, puis une période de méditation, entièrement tournée vers la compréhension du monde. Il ne se cloître pas, néanmoins : amateur de sciences, curieux des lois de la physique, de l'optique, il ne cesse de voyager, de se déplacer dans toute l'Europe du Nord, mais dans la solitude et la discrétion. Résistant aux curieux, étranger aux tentations des cours qui pourtant le sollicitent, il arpente l'Europe en voyageur insatiable, toujours attentif à soumettre à l'épreuve de l’expérience les intuitions qui nourrissent sa pensée. Ses fonctions en tant qu’administrateur du département de la Dordogne après la chute de Robespierre, sa création de la Société médicale de Bergerac et les Mémoires qu'il a soumis à ses séances sous le Premier Empire, sa participation à la Commission des cinq, font de Maine de Biran à la fois un personnage de l'histoire locale et une figure de l'histoire de la philosophie ; mais ce sont ses efforts pour donner un fondement aux sciences de l'homme qui le distinguent particulièrement. 
Il se maria deux fois en 1795 et 1814 et aura un fils Félix en 1796 et deux filles Eliza 1797 et Adine 1800 qui portèrent tous trois le nouveau patronyme de Maine de Biran.  
Son fils Félix n'ayant eu que des filles le nom Maine de Biran s'éteint en 1879 avant d'être relevé à la fin du XIXe siècle par Alexandre de Biran, le fils naturel d'une lointaine nièce, Françoise Gontier de Biran, dite Nelly, avec un homme inconnu.

## Philosophie
Homme du XVIIIe siècle français par sa date de naissance et le milieu culturel de sa formation, Maine de Biran se détache peu à peu d'un sensualisme inspiré de Condillac pour élaborer une psychologie de la subjectivité.

### Œuvres de jeunesse
Maine de Biran est familiarisé avec l'œuvre de Condillac, en particulier son Traité des sensations, grâce au Mémoire sur la faculté de penser, publié en 1798 par Destutt de Tracy.

Dans l'Influence de l'habitude sur la faculté de penser, Maine de Biran sépare deux classes d'impressions : « Je distingue toutes nos impressions en actives et passives ».Les deux pôles que sont l’activité et la passivité forment l'un des prismes de l'œuvre de jeunesse de Biran : il situe d’un côté la volonté, l’attention et la motricité du côté de l’activité,,, et de l’autre côté, il situe l’affectivité, l’habitude et un certain genre de perception du côté de la passivité. Maine de Biran dépeint en effet la passivité inhérente aux automatismes engendrés par l'habitude. Selon lui, l'habituation ôte au sujet le caractère volontaire de son action en le privant de la conscience de son activité :

« Que les opérations de la sensibilité, de la volonté, et de la pensée peuvent s’obscurcir graduellement par l’effet de l’habitude, ou la répétition fréquente des mêmes actes ou mouvements, au point de ne plus effleurer même le sens interne, et de disparaître tout à fait aux regards de la conscience : la même obscuration peut être produite par l’inattention de l’esprit préoccupé par d’autres impressions ou mouvements (…) ».

### Œuvres de maturité

#### La psychologie mixte
Maine de Biran distingue la « psychologie pure » et la « psychologie mixte ». La première, en tant qu'elle est introspective, consiste en un rapport intime du sujet avec lui-même. La psychologie pure est une description des faits de conscience tels qu'ils sont subjectivement vécus. La psychologie mixte, en revanche, tient le psychologique comme solidaire du physiologique. L'approche "mixte" en psychologie s'applique à réunir deux ordres de faits dissemblables. En insistant sur la difficulté à faire coïncider ces deux ordres, Biran relativise la prétention d'associer certaines fonctions psychologiques à certaines aires physiologiques, comme c'est le cas, entre autres, dans les théories de Gall. Les décompositions anatomiques de Gall paraissent arbitraires aux yeux de Biran parce qu'elles « accordent de petites places dans le cerveau pour y loger » des facultés n’ayant pas d’existence individuelle. Gall et Biran s'accordent néanmoins sur l'impossibilité de localiser un siège physiologique au sein duquel lequel l'âme serait logée,.

#### Spiritualisme
Parti d'un agnosticisme discrètement teinté de religiosité sous l'influence de Rousseau, il aboutit à une métaphysique fondée sur l'expérience religieuse, selon une acception moderne, et sur la foi chrétienne. La présence du christianisme peut se lire à travers certains commentaires que Biran fait de Plotin, Proclus et Saint-Augustin. 

### Postérité
Maine de Biran entend rester le plus possible près des faits : ils lui sont donnés par les sciences de la vie et l'observation de soi. Nous lui devons le premier journal philosophique qui annonce un siècle et demi plus tard le Journal Métaphysique de Gabriel Marcel.
C'est pour lui autour de l'effort et de sa répétition que se construisent la pensée et la personnalité humaines. Merleau-Ponty distingue dans ses travaux un germe de ce qu'on nommera plus tard la phénoménologie. D'autres trouvent en lui un précurseur de Freud, et de l'école spiritualiste en France.

## Œuvres

### Œuvres de Maine de Biran, par ordre de parution
[réf. incomplète]
La plupart des œuvres de Maine de Biran sont parues après sa mort, ce qui explique en partie sa méconnaissance.
- Influence de l'habitude sur la faculté de penser sur Gallica, Paris, Henrichs, An XI (1802).Sous-titre : Ouvrage qui a remporté le prix sur cette question, proposée par la classe des sciences morales et politiques de l'Institut national : « Déterminer quelle est l'influence de l'habitude sur la faculté de penser ; ou, en d'autres termes, faire voir l'effet que produit sur chacune de nos facultés intellectuelles, la fréquente répétition des mêmes opérations »
- Essai sur les fondements de la psychologie et sur ses rapports avec l'étude de la nature, 1812
- Exposition de la doctrine philosophique de Leibnitz, Paris, Michaud, 1819
- Nouvelles considérations sur les rapports du physique et du moral de L'Homme. Ouvrage posthume publié par Victor Cousin, Paris, Ladrange, 1834
- Œuvres philosophiques de Maine de Biran, Ladrange, édition de Victor Cousin, 1841, 4 vol. En ligne : t. 1 sur Google Livres, t. 4 sur Google Livres ; t. 3 et 4 sur Google Livres
- Œuvres inédites, publiées par Ernest Naville, avec la collaboration de Marc Debrit, Paris, Dezobry, E. Magdeleine et Paris, 1859 (3 vol., ainsi qu'une Introduction aux œuvres inédites)En ligne : tomes 1, 2, 3 sur Gallica ; t. 3 sur Google Livres
- Science et psychologie : nouvelles œuvres inédites de Maine de Biran sur Gallica, Alexis Bertrand (éd.), Paris, E. Leroux, 1887
- Mémoire sur les perceptions obscures ; suivi de la discussion avec Royer-Collard sur l'existence d'un état purement affectif, et de trois notes inédites sur la nature de l'influence de la volonté, sur la perception de la dureté, sur l'objet de la philosophie de l'esprit humain sur Gallica, Paris, Armand Colin, 1920Notices biographique et bibliographique par Pierre Tisserand
- Les discours philosophiques de Bergerac, Paris, Félix Alcan, 1925
- Journal intime (1792-1824), avant-propos, trad. et notes par A. de La Valette-Monbrun, Plon, 1927, 2 vol.
- Journal. Édition intégrale publiée par H. Gouhier, Éd. de la Baconnière, 1954–55
- Maine de Biran — La vie intérieure, présenté par Bruce Bégout, Paris, Payot, 1995

### Collection d’œuvres publiée chez Vrin

#### Sur papier
1. Écrits de jeunesse(1792-1798)Influence de l'habitude sur la faculté de penser
2. Mémoire sur la décomposition de la pensée
3. De l'aperception immédiate
4. Discours à la Société médicale de Bergerac
5. Rapports du physique et du moral de l'homme
6. Essai sur les fondements de la psychologie
7. Rapports des sciences naturelles avec la psychologie
8. Nouvelles considérations sur les rapports du physique et du moral de l'homme
9. Dernière philosophie 
  1. Morale et religion
  2. Existence et anthropologie
10. Commentaires
  1. Commentaires sur les philosophies du XVIIe siècle
  2. Commentaires sur les philosophies du XVIIIe siècle
  3. Commentaires sur les philosophies du XIXe siècle
11. L'homme public
  1. Au temps des « gouvernements illégitimes » (1789-1814)
  2. Au temps de « la » légitimité (1815-1824)
12. Correspondance philosophique
  1. Maine de Biran – Ampère[23]
  2. Correspondance philosophique (1766-1804)
  3. Correspondance philosophique (1805-1824)

#### CD-Rom
- Œuvres complètes, Paris, Vrin« [R]éunissant […] l'édition historico-critique des Œuvres de Maine de Biran, établie sous la direction de François Azouvi, le Journal édité par Henri Gouhier aux Éditions de la Baconnière et la Correspondance privée[24] »

## Distinction et hommage
- Commandeur de la Légion d'honneur en 1818[25].
- Boulevard Maine-de-Biran dans sa ville natale de Bergerac.

### Iconographie
- Portrait fait en 1798 par Jean-Bernard Duvivier (Bruges 1762–Paris 1837) et publié par de La Valette Monbrun en 1914